# Aline Hundt

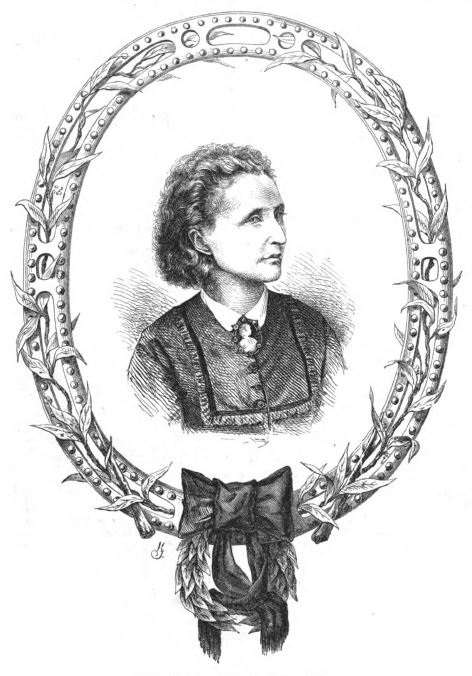
Aline Hundt (Die Frauenwelt: illustrirte Muster- und Modezeitung, 31. März 1872, S. 89)

Aline Hundt (* 8. Februar 1835 in Mecklenburg; † 23. Januar 1872 in Berlin) war eine deutsche Pianistin, Klavierlehrerin, Dirigentin und Komponistin. Sie war eine Klavierschülerin von Franz Liszt.

## Leben
Aline Hundt studierte Komposition am Stern’schen Konservatorium in Berlin. 1860 wurde sie, vermittelt durch Hans von Bülow, Klavierschülerin von Franz Liszt in Weimar, der sie sehr schätzte und förderte. Sie wurde zur Sächsisch-Weimarischen Hofpianistin ernannt und erhielt eine Anstellung als Klavierlehrerin der Prinzessin Marie von Sachsen-Weimar. Außerdem gab sie Konzerte in Magdeburg, Leipzig und Karlsruhe. Nach ihrer Zeit am Weimarer Hof unternahm sie ab 1865 Reisen nach Paris und Italien. In Stuttgart, wo sie Ende der 1860er Jahre lebte, komponierte sie größere Orchesterwerke, Chöre und Kammermusik. Dort freundete sie sich auch mit dem Hofkapellmeister und Komponisten Carl Eckert und seiner Frau an, die ein musikalisches Haus führten, in dem sie regelmäßig verkehrte. Als Carl Eckert als Hofkapellmeister nach Berlin berufen wurde, zog auch Aline Hundt nach Berlin. Dort führte sie ihre eigenen Werke auf, u. a. im Opernhaus Unter den Linden. Am 28. März 1871 dirigierte sie ihre Sinfonie in einem Konzert der Singakademie selbst – sie war vermutlich die erste Frau, die das ausschließlich von Männern besetzte Orchester dirigierte. Ein Jahr später starb sie im Alter von nur 36 Jahren an Lungentuberkulose.
Über ihr Konzert in der Singakademie berichtete die Berliner Musikzeitung: „Fräulein Aline Hundt veranstaltete am vergangenen Dienstag 28ten März ein Concert in der Singakademie, in welchem sie als Componistin und Dirigentin mit einer Sinfonie in G-moll und einem Marsche für grosses Orchester vor das Publikum trat. In dieser Sinfonie geht es nun allerdings anders her, als in den uns bis jetzt bekannten Sinfonien, es wird vielleicht hin und wieder ein wenig zu viel instrumentaler Lärm gemacht, aber zu unschönen Scenen kommt es nie, wohl aber zu stets neuen wechselnden Melodien, Klangfarben und sonstigen orchestralen Effecten. Wir müssen darin einem hiesigen bewährten Kritiker Recht geben, wenn er die Sinfonie mit einem Kaleidoskop vergleicht, welches ewig neue Bilder hervorruft – [...]. Als Dirigentin ist Fräulein Hundt so sicher als wäre ihr der Taktstock schon bei der Geburt an die Wiege gelegt worden, und gar mancher Dirigent könnte, was Energie anbetrifft, von ihr lernen. [...]“

## Werke (Auswahl)

### Orchesterwerke
- Sinfonie g-Moll (1871)
- Prometheus-Feuer-Galopp f. Orch. op. 10, Berlin 1871

### Werke für Klavier solo
- Phantasie für Piano, op. 1, Leipzig und Dresden: Klemm 1861
- Trois Fantaisie-Caprices pour le Piano op. 2, Leipzig und Dresden: Klemm 1861
- 9 Stimmungsbilder op. 3 (1863)
- Ballade op. 4, Leipzig: Gustav Heinze 1863.
- Manzanillo-Galopp nach Motiven d. Oper Die Afrikanerin, v. Meyerbeer op. 5, Berlin 1867
- Apollo-Marsch op. 11, Berlin 1867
- Werke ohne Opuszahl: Mazurka-Caprice für Klavier, Berlin: Challier o. J.; Polka für Klavier, Berlin: Challier: o. J.; Valse

### Kammermusik
- Traumgestalten. Zwei Stücke für Pianoforte und Viola (oder Violine) op. 6, Kassel o. J.
- Capriccio à la Hongroise f. Viol. mit Begleitung des Pianofortes op. 12, Berlin: Boote & Bock o. J.